# Ezequiel Muñoz
Ezequiel Matías Muñoz, también conocido como Chiqui (Pergamino, Buenos Aires, Argentina; 8 de octubre de 1990), es un futbolista profesional argentino que se desempeña en la posición de defensor en Lanús  de la Primera División de Argentina.

## Trayectoria

### Boca Juniors (2008-2010)
Llegó a las divisiones inferiores del Club Atlético Boca Juniors en enero de 2005, a la edad de 14 años.
El 23 de marzo de 2008 fue suplente ante Colón, siendo su primera experiencia en el primer equipo, pese a que no ingresó. En la Copa Sudamericana, Boca presentaba un equipo alternativo, por lo que se produjo su debut como futbolista profesional el 23 de septiembre de ese mismo año, en un partido en el que Boca enfrentó a la Liga Deportiva Universitaria de Quito, ganando por 4-0. Ese año logró jugar los 4 partidos que su club disputó en la Copa Sudamericana
Recién un año después volvió a jugar con el primer equipo, en un partido correspondiente al Torneo Clausura 2009 en el que su equipo salió derrotado por 1-0 contra Estudiantes de La Plata. En aquel año llegó a disputar 3 partidos, pero una lesión en los ligamentos de la rodilla derecha lo dejó sin jugar casi todo el año. En agosto fue pretendido por la ACF Fiorentina, aunque el mánager, Carlos Bianchi, y el presidente del club, Jorge Amor Ameal, prefirieron que se quede y se recupere de la lesión.
En el 2010, con la partida de Julio César Cáceres, obtuvo la titularidad en el equipo. Llegó a disputar 15 partidos en el Torneo Clausura 2010, a pesar de la mala campaña que hizo el equipo. En un amistoso de preparación para la siguiente temporada, Muñoz marcó uno de los dos goles con los que su equipo le ganó al Palmeiras de Brasil.
En Boca terminó jugando 31 partidos, entre oficiales y amistosos, para luego partir a Italia para jugar en Unione Sportiva Città di Palermo.

### Palermo (2010-2014)
En julio de 2010 se oficializó la llegada de Muñoz al club italiano, que pagó 8 millones de dólares por su pase, de los cuales 6 millones fueron para su anterior club.
En la Serie A, su primer partido fue contra Cagliari Calcio que finalizó con un empate 1-1. Su equipo terminó 8.º en dicho torneo. Su primer partido en competiciones internacionales fue contra NK Maribor de Eslovenia, por la ronda de Play-off de la Europa League, donde su equipo ganó por 3-2. En dicha competición logró marcar su primer gol oficial en su carrera, en la victoria 1-0 contra Lausanne de Suiza. En la Copa de Italia, su equipo llegó a la final, en la que perdió por 1-3 frente a FC Inter de Milán y marcó su segundo gol oficial.
En la temporada terminó jugando 34 partidos en el campeonato local (32 como titular y 2 entrando como suplente), 4 partidos en Copa de Italia y 4 partidos en la Europa League

### U. C. Sampdoria (2015)
Se confirma a última hora que Ezequiel Muñoz se va cedido hasta final de temporada a la Sampdoria.
Tras solo jugar 4 partidos en el semestre, Ezequiel retorna a Palermo.

### Genoa CFC (2015-2017)
Tras su préstamo en Sampdoria, Ezequiel Muñoz quedó libre de Palermo y firmó por 4 temporadas con Genoa, por lo tanto, Boca recibe un 5 % por derechos de formación.
Además de él, su compañero Samir Ujkani también quedó libre del Palermo y decidió fichar para Genoa.

### Club Atlético Lanús (2019-2020)
Firmó con el club atlético Lanús por un año, teniendo muy buen rendimiento él y todo el equipo.

### Club Atlético Independiente (2020-2021)
El 25 de septiembre de 2020 firmó su contrato con Independiente por un año. No jugó ningún minuto en la primera de Independiente, club en el que sufrió su segunda lesión grave. La primera había sido en Boca.

### Club Estudiantes de La Plata (2022-2023)
Ya el 14 de enero de 2022 se confirma su arribo a Estudiantes de La Plata por un año. De buen comienzo en la Copa de la Liga Profesional 2022 es muy tenido en cuenta por el entrenador Ricardo Zielinski.
Durante el clásico platense de marzo de 2022, sufrió la ruptura del ligamento cruzado anterior en la rodilla izquierda. Permaneció más de seis meses de inactividad.
Retornó a jugar en octubre de 2023 en varios partidos e integró el equipo campeón de la Copa Argentina 2023.

### Club Atlético Lanús (2024-)
Luego de quedar libre de Estudiantes de La Plata retorna nuevamente a Lanús en busca de más continuidad en el equipo superior.

## Clubes

### Estadísticas
- Actualizado al 27 de octubre de 2024.

| Boca Juniors Argentina | 1.ª                 | 2008-09             | 2   | 0 | -  | - | 5  | 0 | 7   | 0 |
| Boca Juniors Argentina | 1.ª                 | 2009-10             | 15  | 0 | -  | - | -  | - | 15  | 0 |
| Boca Juniors Argentina | Total               | Total               | 17  | 0 | -  | - | 5  | 0 | 22  | 0 |
| US Palermo · Italia | 1.ª                 | 2010-11             | 34  | 0 | 4  | 1 | 4  | 1 | 42  | 2 |
| US Palermo · Italia | 1.ª                 | 2011-12             | 19  | 1 | 0  | 0 | 2  | 0 | 21  | 1 |
| US Palermo · Italia | 1.ª                 | 2012-13             | 32  | 0 | 0  | 0 | -  | - | 32  | 0 |
| US Palermo · Italia | 2.ª                 | 2013-14             | 33  | 3 | 0  | 0 | -  | - | 33  | 3 |
| US Palermo · Italia | 1.ª                 | 2014                | 13  | 1 | 1  | 0 | -  | - | 14  | 1 |
| US Palermo · Italia | Total               | Total               | 131 | 5 | 5  | 1 | 6  | 1 | 142 | 7 |
| UC Sampdoria · Italia | 1.ª                 | 2015                | 4   | 0 | 0  | 0 | -  | - | 4   | 0 |
| UC Sampdoria · Italia | Total               | Total               | 4   | 0 | 0  | 0 | -  | - | 4   | 0 |
| Genoa CFC · Italia | 1.ª                 | 2015-16             | 18  | 0 | 0  | 0 | -  | - | 18  | 0 |
| Genoa CFC · Italia | 1.ª                 | 2016-17             | 31  | 0 | 1  | 0 | -  | - | 32  | 0 |
| Genoa CFC · Italia | Total               | Total               | 49  | 0 | 1  | 0 | -  | - | 50  | 0 |
| CD Leganés · España | 1.ª                 | 2017-18             | 19  | 0 | 2  | 0 | -  | - | 21  | 0 |
| CD Leganés · España | 1.ª                 | 2018-19             | 3   | 0 | 0  | 0 | -  | - | 3   | 0 |
| CD Leganés · España | Total               | Total               | 22  | 0 | 2  | 0 | -  | - | 24  | 0 |
| Lanús Argentina | 1.ª                 | 2019-20             | 22  | 1 | 5  | 0 | 2  | 0 | 29  | 1 |
| Lanús Argentina | 1.ª                 | 2024                | 12  | 0 | 9  | 1 | 4  | 0 | 25  | 1 |
| Lanús Argentina | Total               | Total               | 34  | 1 | 14 | 1 | 6  | 0 | 54  | 2 |
| Independiente Argentina | 1.ª                 | 2021                | 0   | 0 | 0  | 0 | 0  | 0 | 0   | 0 |
| Independiente Argentina | Total               | Total               | 0   | 0 | 0  | 0 | 0  | 0 | 0   | 0 |
| Estudiantes de La Plata Argentina | 1.ª                 | 2022                | 0   | 0 | 6  | 0 | 2  | 0 | 8   | 0 |
| Estudiantes de La Plata Argentina | 1.ª                 | 2023                | 5   | 0 | 11 | 0 | 1  | 0 | 17  | 0 |
| Estudiantes de La Plata Argentina | Total               | Total               | 5   | 0 | 17 | 0 | 3  | 0 | 25  | 0 |
| Total en su carrera | Total en su carrera | Total en su carrera | 262 | 6 | 39 | 2 | 20 | 1 | 321 | 9 |
| (1)Incluye Copa Italia, Copa Argentina y Copa de la Liga Profesional. (2)Incluye Copa Libertadores, Copa Sudamericana, UEFA Europa League y UEFA Champions League. |                     |                     |     |   |    |   |    |   |     |   |

## Palmarés

### Campeonatos nacionales
| Título           | Club                    | País      | Año     |
| ---------------- | ----------------------- | --------- | ------- |
| Primera División | Boca Juniors            | Argentina | A-2008  |
| Serie B          | Palermo                 | Italia    | 2013/14 |
| Copa Argentina   | Estudiantes de La Plata | Argentina | 2023    |

## Redes sociales
- (antes Twitter)
- Instagram

- Datos: Q923903
- Multimedia: Ezequiel Muñoz / Q923903